# 3D Builder
3D Builder –Constructor 3D, o Constructor Tridimensional–, desarrollado por Microsoft, es un software de modelado y simultáneamente una aplicación preinstalada gratuitamente en Windows 8.1 y Windows 10 que permite al usuario crear e imprimir modelos y objetos tridimensionales de manera relativamente simple y rápida. Puede ser complementada con el software 3D Scan, y Print 3D.

## Características
- Edición intuitiva, muy visual; cualquier adolescente puede dominarla.
- Edición con el ratón y el teclado.
- Controles deslizables en pantalla.
- Posibilidad de guardar objetos e imágenes dentro de la aplicación.
- Posibilidad de cargar imágenes bidimensionales tomadas con una cámara, para tornarlas tridimensionales, modificarlas, manipularlas, etcétera.
- Posibilidad de cambiar el color de los objetos fácilmente ("pintar").
- Posibilidad de agrupar y desagrupar elementos, con uno o dos clics.
- Objetos precargados en la biblioteca de 3D Builder: cubo, cilindro, pirámide, cono, esfera, prisma hexagonal, cuña, toro, tetraedro, etcétera.
- Básicamente hay dos maneras de crear un objeto 3D: 1) Se puede elegir un modelo de la biblioteca de 3D Builder, o 2) cargarlo desde un archivo externo.
- Disponible en 66 idiomas.[3]
- Para ser utilizada en computadoras (ordenadores), solamente; es decir, no hay versión móvil.

## Requisitos del sistema
3D Builder requiere de Windows 8.1 o Windows 10 (ediciones de 32 o 64 bits).